# 기장 옥정사 칠성도
기장 옥정사 칠성도(機張 玉井寺 七星圖)는 부산광역시 기장군 일광읍 옥정사에 있는 칠성도이다. 2015년 11월 18일 부산광역시의 문화재자료 제92호로 지정되었다.

## 개요
옥정사 칠성도는 화면 중앙의 치성광여래 삼존(熾盛光如來三尊)을 중심으로 그 양측에 칠성여래(七星如來), 남극노인(南極老人)과 성군(星君)들을 배치하였다. 치성광여래는 방형(方形)의 불단 위 연화좌에 정면향으로 앉아 오른 손은 가슴 위로 올려 설법인(說法印)을 하고, 금륜(金輪)을 쥔 왼손은 배 앞에 위치하고 있다.
치성광여래의 육신은 황색으로, 성군들의 육신은 백색으로 채색하여 여래와 성군의 위계(位階)를 구분하였고, 일광보살의 백색 군의(裙衣)의 의습선 처리 등에서 지장시왕도, 신중도 등과 같이 몰골법(沒骨法)으로 처리하고 있다. 또한 치성광여래의 금륜, 불단의 윗면, 성군들의 보관(寶冠)과 지물인 홀(笏) 등에도 모두 금니(金泥)를 사용하였다.
옥정사 칠성도는 조성연대가 확실한 근대기 불화로 19세기 마곡사화파(麻谷寺畵派)의 근대적 표현기법을 수용하면서도 전통기법을 고수하고 있는 등 근대 불화의 도상과 화풍 및 화기의 기록방식을 잘 보여주는 문화재이며, 근대기 불화로서의 도상과 화풍을 잘 보여주는 등 자료적 가치가 충분한 작품이다.

## 참고 자료
- 기장 옥정사 칠성도 - 국가유산청 국가유산포털